# Damias scripta
Damias scripta là một loài bướm đêm thuộc phân họ Arctiinae, họ Erebidae.